# Incydent ze spoliczkowaniem

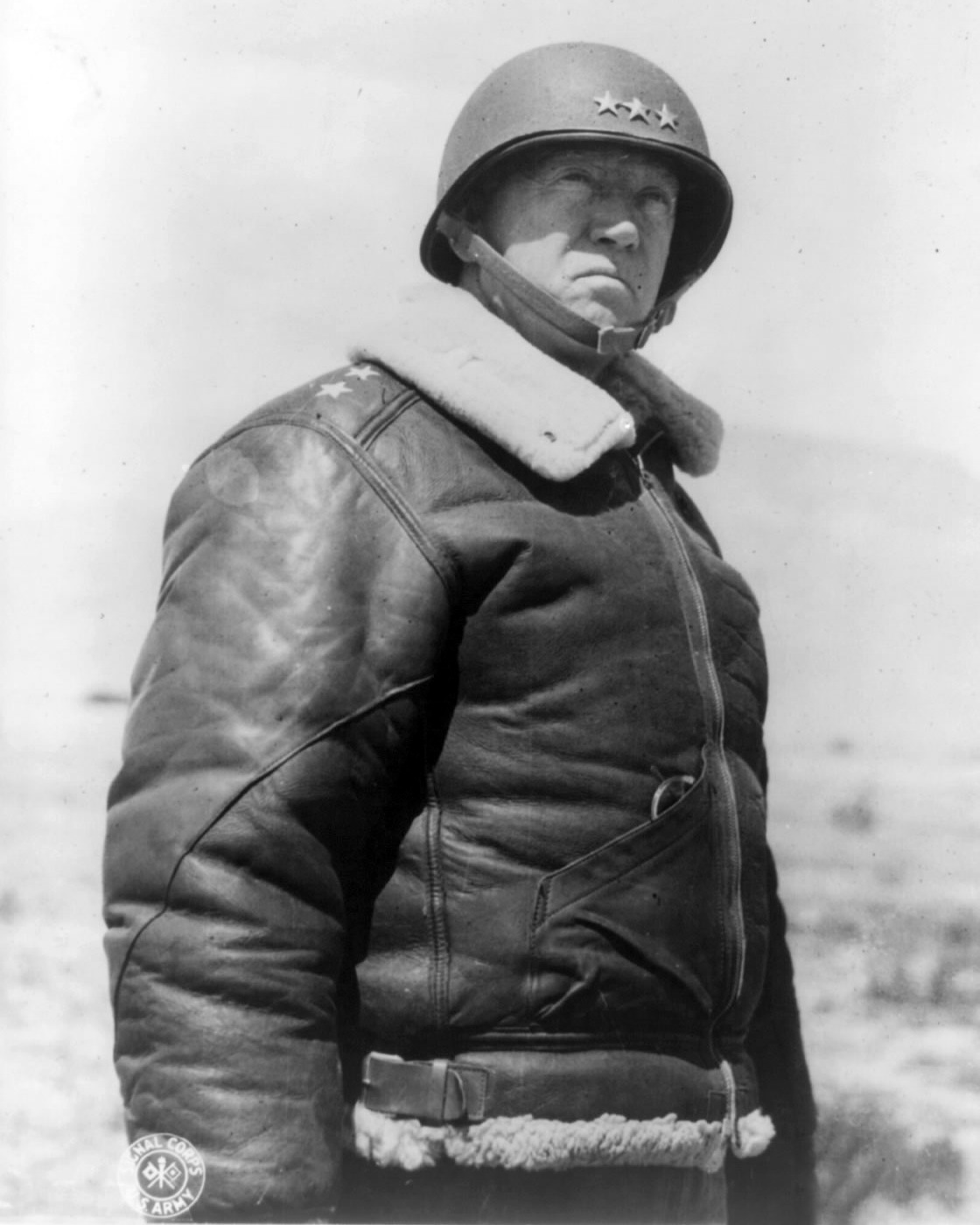
Generał George Patton z okresu dowodzenia amerykańską 7 Armią

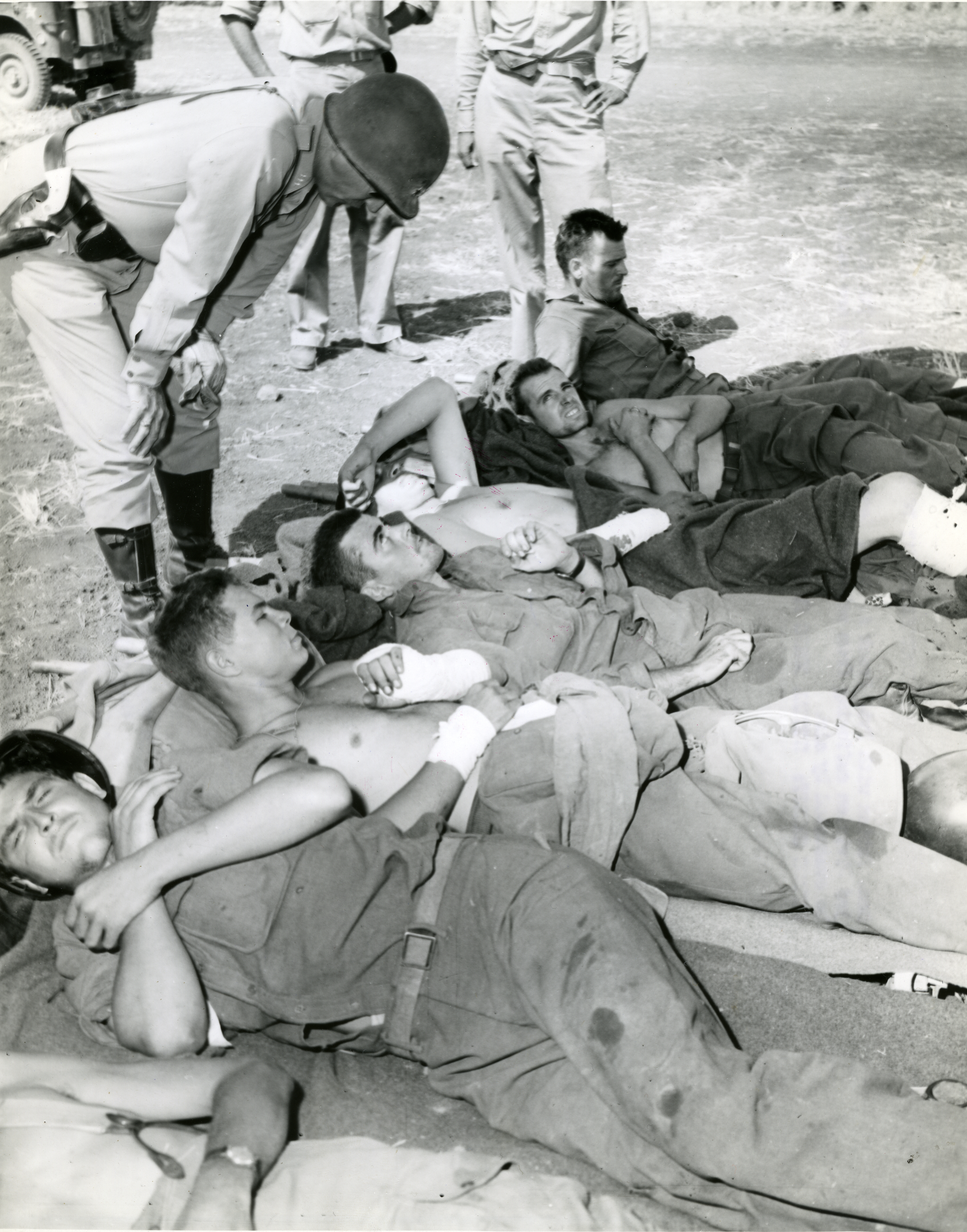
Patton w rozmowie z rannymi żołnierzami

Incydent ze spoliczkowaniem (ang. slapping incident) – incydent wojenny w czasie II wojny światowej z udziałem generała George’a Pattona, którego konsekwencje miały poważny wpływ na dalszy przebieg działań wojennych US Army.
W czasie inwazji na Sycylię generał Patton dwukrotnie spoliczkował żołnierzy, którzy przebywali w szpitalu polowym bez żadnych fizycznych ran (jeden z nich miał gorączkę, a drugi cierpiał na nerwicę), oskarżając ich o tchórzostwo. Oburzeni lekarze skierowali oficjalny raport do generała Omara Bradleya (który w tym czasie był podwładnym Pattona). Bradley, nie wiedząc, co z nim zrobić, zdecydował się ukryć list, ale sami lekarze dotarli nieoficjalnymi kanałami do generała Dwighta Eisenhowera (przełożonego Pattona).
Eisenhower napisał list do Pattona, w którym w ostrych słowach wyraził oburzenie z powodu obu incydentów i nakazał mu przeproszenie żołnierzy. Nie nadał tej sprawie biegu oficjalnego mając nadzieję, że sprawa została już zakończona.
Wkrótce jednak o całym wydarzeniu dowiedzieli się obecni na Sycylii reporterzy, którzy udali się do Eisenhowera z prośbą o wyjaśnienie całej sprawy. Po zapoznaniu się z faktami wszyscy zainteresowani doszli do wniosku, że nie ma potrzeby dalszego jej nagłaśniania, a sam Patton był, według słów Eisenhowera, „absolutnie niezbędny dla dalszego wysiłku wojennego”.
Mimo to 21 listopada 1943 skandalizujący reporter Drew Pearson zdecydował się na ujawnienie tego, w jego własnych słowach, „skandalu”, przeinaczając przy tym niektóre fakty na niekorzyść Pattona i sprawa stała się bardzo głośna w Stanach Zjednoczonych.
Bezpośrednim skutkiem było odsunięcie Pattona od dowodzenia amerykańską 7 Armią. Eisenhower obiecał także generałowi George’owi Marshallowi, że w ramach kary Patton nie obejmie już dowodzenia większą jednostką niż armia (dlatego właśnie w czasie kampanii w Europie dowództwo nad grupą armii amerykańskich objął Bradley; podwładny Pattona na Sycylii, a sam Patton dowodził tylko amerykańską 3 Armią).
Po odsunięciu Pattona od dowodzenia, nie wziął on udziału w inwazji w Normandii (jak wcześniej planowano), a w ramach operacji Fortitude dowodził fikcyjną FUSAG (1 Grupą Armii Stanów Zjednoczonych).